# Jean-Yves Cousin
Pour les articles homonymes, voir Cousin.
Jean-Yves Cousin, né le 23 février 1949 à Périers (Manche), est un homme politique français.

## Biographie
Nommé inspecteur principal des impôts de la Manche en 1988, il est élu maire de Vire de 1989 à 2014. Il est élu conseiller régional de Basse-Normandie en 1998, et conseiller général du Calvados en 2001, mandat qu'il laisse pour l'Assemblée nationale, où il est élu le 16 juin 2002. Il est réélu en juin 2007. Candidat à sa réélection en juin 2012, il est battu par Alain Tourret, maire de Moult.
Il est le fils de Léonord Cousin (1921-2007), résistant et ancien élu de Périers et de Millières et le frère d'Alain Cousin, député de la Manche.

## Mandats
Assemblée nationale
- Député de la sixième circonscription du Calvados de 2002 à 2012

Conseil régional de Basse-Normandie
- Conseiller régional de 1998 à 2001

Conseil général du Calvados
- Conseiller général du Canton de Vire de 1988 à 1994 et de mars 2001 à juillet 2002

Communauté de communes de Vire
- Président de 2001 à 2014

Commune de Vire
- Maire de 1989 à 2014.

## Distinction
- Chevalier de l'ordre national du Mérite
- Chevalier de la Légion d'honneur